# 青岛弘诚体育场
青岛弘诚体育场，简称弘誠體育場，原名海泊河体育场，是一座位于中华人民共和国山东省青岛市市北区康定路10号的体育场。弘誠體育場建于1997年10月，2008年8月青岛市政府为迎接中华人民共和国第十一届运动会对体育场进行了整修。
体育场占地面积61 500平方米，建筑面积8 000平方米，设座席12 000个。体育场有14个观众入口、2个运动员入口。看台呈曲线形，南侧的主入口呈塔形。